# Список персонажів «Angel Beats!»
Це список персонажів аніме «Янгольські ритми!» — 13-и серійного аніме від режисера Сейджі Кіші і студії P.A. Works, прем'єра якого відбулась на телеканалі CBC 3 квітня 2009 року.

Дизайн персонажів розроблений Na-Ga.

Персонажі Янгольських ритмів! (зліва направо): Іріе, Секіне, Такамацу, Мацушіта, TK, Наоі, Отонаші, Юрі, Янгол (Канаде), Нода, Хіната, Юі, Ояма, Фуджімакі, Івасава, Хісако, Такеяма, Шіна, Юса.

## Головні герої
Отонаші Юзуру (яп. 音無 結弦)
Сейю: Хіроші Камія
Зріст: 176 см, вік: 17 років (на момент смерті) 
Головний герой серіалу. Турботливий і не хоче завдавати нікому болю чи страждань. Після смерті він втратив свої спогади з колишнього життя, але потім, за допомогою Наоі, усе згадав. У нього була молодша сестра, Хацуне (初音, сейю: Май Накахара), про яку він дуже піклувався, але яка померла від затяжної недуги. Після її смерті Отонаші вирішив вивчитись на лікаря, але дорогою на вступний іспит, його поїзд завалило в тунелі. Як майбутній лікар, Отонаші взяв відповідальність за усіх людей, які вижили: розподіляв їжу, надавав допомогу. Після семи днів перебування у заваленому тунелі він заповнив донорську картку, заповівши після смерті свої органи іншим людям, та запропонував так само зробити й іншим, які вижили. Після цього Отонаші помер, кілька хвилин не дочекавшись рятувальної групи. В новому світі хоче допомогти друзям залишити це місце, закохується в Канаде.

Не маючи вмінь володіння бойовим спорядженням, почав тренуватись і не раз допомагав товаришам у небезпечних ситуаціях.
З собою носить Glock 17.
Юрі Накамура (яп. 仲村 ゆり)
Сейю: Харумі Сакурай
Зріст: 165 см, вага: 52 кг, вік: 17 років (на момент смерті) 
Юрі — лідерка SSS, організації, заснованої нею для боротьби з богом. Вона кмітлива і рішуча, сама продумує операції SSS. Юрі, також відома як Юріппе (ゆりっぺ), поклялась боротись з богом після того, як трьох її молодших сестер убили. Юрі не може пробачити собі того, що не змогла запобігти їх смертям, не знайшовши для грабіжників цінних речей у будинку. Вона ефективна лідерка і ставиться до членів SSS як до родини, переживаючи через загибелі безсмертних товаришів. Пізніше, завдяки Отонаші, Юрі дуже шкодує, що билась із Канаде, оскільки відчуває, що могла б стати з нею добрими подругами. 
Зазвичай озброєна срібним Beretta 92, але за час аніме також використовує снайперську ґвинтівку CheyTac Intervention, пістолет-кулемет TDI KRISS Super V Vector і автомат M4. Вона не тільки вправно поводиться з автоматичною зброєю, а й дуже вправна у близькому та рукопашному бою, носячи за поясом кілька ножів.
Янгол (яп. 天使) / Канаде Тачібана (яп. 立華 かなで)
Сейю: Кана Ханазава
Зріст: 160 см, вага: 45 кг, вік: 16 років (на момент смерті) 
Янгол — президент шкільної ради. Це зобов'язує її постійно вимагати припинити порушення правил та інші деструктивні дії від SSS. Спочатку члени SSS називають Канаде «Янголом» за надзвичайні здібності, не знаючи її справжнього імені, але навіть дізнавшись про ім'я Канаде Тачібана — продовжують її так називати. Важко зрозуміти, що вона думає, оскільки Канаде вкрай рідко демонструє хоч якісь емоції. Замкнута, оскільки розчарована тим, що заведені тут друзі залишають її, зникаючи з цього світу. Попри спокійну поведінку і невеликий зріст, вона надзвичайно могутня і майже не отримує ушкоджень у боях. Канаде створює свої здібності у комп'ютерній програмі «Angel Player». Всі свої вміння, такі як самоклонування, деформація і перетворення передпліччя у різні клинки, вона створила для захисту, а не для нападу. Насправді вона хоче допомогти іншим позбутися обтяжливих спогадів з попереднього життя і залишити цей світ. Поступово знаходить спільну мову з Отонаші, а потім і з іншими членами SSS. Дуже любить їсти мапо тофу і приділяє трохи часу садівництву.

## SSS

### Бійці SSS
Хідекі Хіната (яп. 日向 秀樹)
Сейю: Рюхей Кімура
Хіната — добрий і надійний хлопець, найкращий друг Отонаші. Завжди намагається врятувати своїх друзів у скрутних ситуаціях. Хіната став першим членом SSS, товаришуючи з Юрі ще до створення організації. В минулому житті був талановитим бейсболістом, але в останньому матчі зазнав невдачі, що й обтяжує його спогади. Називає Юрі не інакше, як Юріппе, оскільки його матір теж звали Юрі. Постійно свариться з Юі, але в глибині душі дуже за неї хвилюється і, зрештою, допомагає їй залишити цей світ, пообіцявши одружитись з нею у наступному житті.
Озброєний Smith & Wesson 645, але під час операцій використовував ручний кулемет Калашникова і снайперську ґвинтівку M14 DMR
Ояма (яп. 大山)
Сейю: Юміко Кобаяші
Ояма — звичайний хлопець без особливих здібностей. Здатний до всього, але нічим не вирізняється. Спершу Хінаті здалося, що Ояма — NPC. Приєднався до SSS третім.
Зазвичай — снайпер з M24 SWS, у деяких випадках використовує SIG-Sauer P226R
Такамацу (яп. 高松)
Сейю: Такахіро Мізушіма
Такамацу — ввічливий студент з охайною зовнішністю, носить окуляри. У діяльності SSS здебільшого виступає інформатором, не беручи активної участі у бойових діях. Юрі каже, що його окуляри вводять в оману, а насправді він дурень. Такамацу виглядає струнким, але у п'ятому епізоді аніме він звертає увагу на свою атлетичну фігуру, часто знімаючи свою сорочку після цього.
Використовувана ним зброя — SIG SG 550 і Desert Eagle
Нода (яп. 野田)
Сейю: Шун Такаґі

Нода — самовпевнений хлопець, озброєний алебардою. Закоханий в Юрі, слухає тільки її і дещо вороже налаштований до всіх інших. Після появи Отонаші починає ревнувати його до Юрі. Нода повністю нездара у навчанні, не вміє плавати. Будучи завжди озброєним улюбленою алебардою, у дальньому бою використовував Автоматичний пістолет Стєчкіна.
Шіна (яп. 椎名)
Сейю: Фуко Сайто
Дівчина-ніндзя. Має відмінні бойові здібності, завчасно відчуває небезпеку. Дуже мовчазна і самокритична. Часто тренується у балансуванні мітли чи ножиць на кінчиках пальців рук, зазвичай у поєднанні з зайняттям чимось іншим. Вона рідко щось каже, здебільшого коментує дії своїх товаришів фразою «вузько думаєш». Її головна слабкість — милі речі, зазвичай — м'які іграшки, які вона рятує ціною власного життя.
Зброя — традиційна японська, така як кодачі чи шюрікени.
Юса (яп. 遊佐)
Сейю: Юі Макіно

Спокійна і ввічлива дівчина. Операторка SSS, доповідає Юрі про стан бойових дій. Носить навушник з мікрофоном, або рацію. Юса — єдина серед членів SSS, хто ніколи не знаходиться у їх штаб-квартирі.
Фуджімакі (яп. 藤巻)
Сейю: Юкі Масудо

Лякає своєю зовнішністю і непривітний до новачків, але загалом — непоганий хлопець і друг Оями. Не вміє плавати. Завжди озброєний катаною, у кількох боях використовує ПКШ-41.
Мацушіта (яп. (松下)
Сейю: Ейічіро Токумото

Відомий, як «Мацушіта п'ятий дан». Кремезної статури, майстер дзюдо. Пам'ятає про всі борги, особливо про ті, що стосуються їжі, завжди приходить на допомогу друзям. За час подій у аніме, худне завдяки тренуванням, які зазвичай проводить у лісі. У боях використовує важку зброю, таку як гранатомети чи кулемети. Помічений з Heckler & Koch P7 і MG-3. 
ТК (англ. TK, Ті-Кей)

Таємничий персонаж, який носить велику бандану поверх очей. Постійно рухається, навіть не маючи що робити. Багато його рухів схожі на танцювальні. Залежно від ситуації, вимовляє багато беззмістовних фраз англійською, хоча нею майже не володіє. Рідко каже щось японською, хоча розуміє товаришів. Талановитий і здібний. Маючи гарні вміння ближнього бою, протягом серіалу він буває озброєний L.A.R. Grizzly, чи Browning Hi-Power в обох руках, рідше — ПП-19.
Такеяма (яп. (竹山)
Сейю: Міцушіро Ічікі

Має поважний вигляд, носить окуляри. Такеяма — комп'ютерний геній. Він написав програму «Briefing Manager», яку Юрі використовує для ознайомлення членів SSS з планами нових заходів. Допоміг Юрі зламати і розібратися з комп'ютерною програмою Канаде — «Angel Player». Не бере участі в бойових діях. Щоразу просить, щоб його називали «Христос». 
Аято Наоі (яп. (直井 文人)
Сейю: Меґумі Оґата

Спершу вважався NPC. Після зміщення Канаде зайняв пост президента шкільної ради і проголосив себе богом. Поставив за мету покарати членів SSS за недотримання правил. Після того, як Отонаші зміг з ним порозумітись, Наоі перейшов на бік SSS. Він володіє гіпнотичними здібностями, за допомогою яких здатен контролювати NPC. Пізніше його гіпноз допоміг Отонаші згадати своє минуле життя. Тепло і з повагою ставиться до Отонаші, решта SSS якихось приязних почуттів у нього не викликають. З механічної зброї використовував пару Heckler & Koch USP.

### Girls Dead Monster

Girls Dead Monster: Секіне, Хісако, Івасава, Іріе

Івасава (яп. 岩沢)
Сейю: Міюкі Савашіро
Івасава — перша лідерка «Girls Dead Monster», їх вокалістка, ритм-гітаристка, композиторка і авторка пісень. Грає на ритм-гітарі Fender Stratocaster. У попередньому житті вона відсторонювалась від світу за допомогою музики, щоб не чути, як сваряться її батьки. У результаті однієї зі сварок між батьками Івасава отримала струс мозку від удару пивною пляшкою по голові, через що провела решту життя на лікарняному ліжку, не маючи змоги розмовляти і рухатись. Тиха і мовчазна дівчина, свої думки висловлює у піснях.
Хісако (яп. ひさ子)
Сейю: Чіе Мацуура
Хісако — співзасновниця «Girls Dead Monster», соло-гітаристка, грає на Fender Jazzmaster. Має відкритий характер, полюбляє грати в маджонг, в якому їй зазвичай щастить. Серйозно ставиться до репетицій гурту. Хісако непогана спортсменка, Юі поважає її за навички гри на гітарі. Подруга Івасави. В попередньому житті також була в музичному гурті, лідер якої наклав на себе руки, після чого Хісако не торкалась гітари, аж доки її не надихнула Івасава. 
Юі (яп. ユイ)
Сейю: Ері Кітамура
Юі — велика фанатка «Girls Dead Monster», після зникнення Івасави стала вокалісткою та ритм-гітаристкою гурту. Грає на Gibson SG Special. Також згодом отримала членство SSS. Юі відома своєю гіперактивністю та швидкоговорінням. Навіть поза компанією SSS вона завжди захоплена і гучна. Найкращі друзі Юі — Хіната та Отонаші. Попри дещо дитячу поведінку, Юі іноді буває грубою, зокрема під час словесних перепалок з Хінатою та іншими. Її вибухова особистість може бути обумовлена попереднім життям, у якому вона з двох років була повністю паралізована після автомобільної аварії. 
Секіне (яп. 関根)
Сейю: Като Емірі
Шіорі Секіне — басистка «Girls Dead Monster», грає на G&L Musical Instruments. Полюбляє «підколювати» інших та імпровізувати під час виступів, що дратує Хісако. Секіне — найкраща подруга Іріе, вони обидві одночасно приєднались до «Girls Dead Monster». Зважаючи на її невисокі музичні здібності, Хісако наполегливо працювала з Секіне під час репетицій. Секіне також підспівувала Івасаві під час першого виконання «Crow Song».
Іріе (яп. 入江)
Сейю: Кана Асумі
Міюкі Іріе — ударниця «Girls Dead Monster». Попри світ, де розгортаються події, Іріе не до вподоби розповіді про духів та привидів, які полюбляє розповідати Секіне. Іріе — найкраща подруга Секіне, приєдналась до гурту одночасно з нею. Має дуже вразливий і ніжний характер, порівняно з пустотливою і грайливою подругою. Грає на комплекті ударних Pearl FZ725/C-CX.

### Гільдія

Чаа

Чаа (яп. チャー)
Сейю: Хірокі Тоучі

Чаа — постачальник зброї для SSS. Попри свій вигляд, насправді є однолітком Отонаші та інших учнів школи. Чаа є главою гільдії, яка користуючись прижиттєвими спогадами, виготовляє зброю з бруду. Приєднався до SSS четвертим. Зазвичай поводиться грубо та недружно. Спершу ворожо ставився до Юрі, але потім вона переконала його у необхідності співпраці. У попередньому житті мав дружину, з якою вони полишили родичів і друзів, щоб бути разом. Юрі нагадує йому про неї.

## Інші дійові особи

Сайто

Програміст

Сайто (яп. 斉藤)
Сейю: Хікару Мідорікава
Сайто — формально також є членом SSS. Уособлює несамовиту пристрасть до рибальства. Не носить уніформу SSS, одягом схожий на фермера. Завжди «озброєний» вудкою та іншим рибальським приладдям. Проводить весь свій час на річці біля школи. Основна мета Сайто — спіймати гігантську рибу, «монстра потоку». Юрі вважає його недоумкуватим.
Програміст (англ. The Programmer)
Програміст — безіменний студент, якого Юрі знайшла під час знищення тіней. Програміст — хлопець, що став НІПом, сподіваючись знов дочекатись у цьому світі на дівчину, у яку був закоханий. Названий «Програмістом» за створення програми з перетворення НІПів на тіней і штучного інтелекту, з яким спілкувалась Юрі.
Наступник

Наступник — безіменний студент, який, вочевидь, стане наступним главою SSS після відбуття з цього світу усіх головних персонажів. Був помічений Отонаші під час повстання.
НІП (англ. NPC)
Неігрові персонажі (НІП, НПЦ) — збірне поняття, застосовуване бійцями SSS до більшості студентів. Багато в чому схожі на справжніх людей, але вирізняються здатністю впізнавати людей, які потрапили до цього світу, відсутністю віку і байдужістю до подій навколо.
Тінь
Тіні — перероджені НІПи, які пройшли крізь свого роду «перезавантаження» при проявах кохання. Завданням тіней є поглинання людей та перетворення них на НІПів. Поглинуті або змінені люди можуть повернутись до нормальної форми, подолавши вплив програми і проявивши міцну волю, як, наприклад, Юрі та Такамацу.